# Agnieszka Buczyńska
 (février 2025).
Si vous disposez d'ouvrages ou d'articles de référence ou si vous connaissez des sites web de qualité traitant du thème abordé ici, merci de compléter l'article en donnant les références utiles à sa vérifiabilité et en les liant à la section « Notes et références ».
Agnieszka Buczyńska est une sociologue et femme politique polonaise. Elle est députée à la Diète et ministre sans portefeuille déléguée à la Société civile, présidente du Comité d'intérêt public du gouvernement Tusk III.

## Biographie
Après des études à l'université de Gdańsk et au Collegium Civitas, elle devint avocate spécialisée dans les soutiens de la société civile. Elle est élue députée sous l’étiquette Pologne 2050.